# Nottinghamshire
Nottinghamshire (w skrócie Notts) – hrabstwo administracyjne (niemetropolitalne), ceremonialne i historyczne w środkowej Anglii, w regionie East Midlands.
Hrabstwo ceremonialne zajmuje powierzchnię 2160 km², a zamieszkane jest przez 1 091 500 mieszkańców (2011). Największym miastem, jedynym posiadającym status city, oraz historyczną stolicą jest Nottingham. Granice hrabstwa administracyjnego są tożsame z hrabstwem ceremonialnym z wyłączeniem Nottingham, które stanowi osobną jednostkę administracyjną typu unitary authority. Powierzchnia hrabstwa administracyjnego wynosi 2085 km², a liczba ludności – 785 800. Ośrodkiem administracyjnym hrabstwa jest West Bridgford, położone na południowym zachodzie. Innymi większymi miastami na terenie hrabstwa są Mansfield, Beeston, Carlton oraz Sutton in Ashfield.
Na terenie hrabstwa znajduje się las Sherwood, związany z legendą o Robin Hoodzie,
Na zachodzie Nottinghamshire graniczy z hrabstwem Derbyshire, na północnym zachodzie z South Yorkshire, na wschodzie z Lincolnshire a na południu z Leicestershire.
Obszar hrabstwa podzielony jest na 11 jednomandatowych okręgów wyborczych do Izby Gmin. Nottinghamshire pozostaje w stosunkach partnerskich z Poznaniem.

## Podział administracyjny
W skład hrabstwa wchodzi siedem dystryktów. Jako hrabstwo ceremonialne Nottinghamshire obejmuje dodatkowo jedną jednolitą jednostkę administracyjną (unitary authority).
1. Rushcliffe
2. Broxtowe
3. Ashfield
4. Gedling
5. Newark and Sherwood
6. Mansfield
7. Bassetlaw
8. Nottingham (unitary authority)